# Ufhusen
Ufhusen est une commune suisse du canton de Lucerne, située dans l'arrondissement électoral de Willisau.